# Aisne (Durbuy)
Pour les articles homonymes, voir Aisne.
Aisne est un hameau en Ardenne belge. Avec Heyd, dont il dépendait vant la fusion des communes, il fait aujourd'hui partie de la commune de Durbuy situé en Région wallonne dans la province de Luxembourg (Belgique).

## Situation et description
Le village se situe sur la route nationale 806, au bord de l'Aisne (principalement en rive droite) à la limite de la région calcaire de la Calestienne et de l'Ardenne. Il se trouve à 5 km du centre de Bomal. Aisne est composé de maisons majoritairement bâties en moellons de pierre calcaire.

## Patrimoine
La chapelle Saint-Donat fut construite en 1791 par le curé de Heyd. Elle se compose d'un simple volume en calcaire surmonté d’un petit clocheton. Sur le pignon ouest, deux millésimes donnent les jalons de la construction de l’édifice : 1793 marque l’achèvement des deux premières travées et 1906 l’allongement d’une travée vers l’ouest. Sur une pierre gravée, on peut lire l'inscription chronographique : GLorIa sIt In eXCeLsIs Deo et In terra / paX hoMInIbVs bonae VoLVntatIs.

## Tourisme
Le village bien situé au bord de l'Aisne compte plusieurs chambres d'hôtes.